# Husange
Husange alias Hussange est un hameau et une zone artisanale  faisant partie de la commune française de Cattenom dans le département de la Moselle.
Ses habitants sont appelés les Husangeois.

## Géographie
Husange est situé dans le pays thionvillois, sur la rive gauche de la Moselle, à 8 km au Nord-Est de Thionville et à 2 km au Sud-Ouest de Cattenom.
La partie Nord de ce hameau est traversée par la route D1 et sa zone artisanale s'étend sur 8 hectares.

## Toponymie
- Anciens noms[1],[2],[3] : Husingen/Huzingen et Huessingen (1169), Huesange (1270), Hosengen (1272), Housinge (1280), Huezanges (1298), Housinges (1322), Huesengen (1425), Houssenge (1429), Hussingen (1450), Husingen bii Keychingen (1494), Hussinga (1544), Husingen (1572), Ussingen (1574), Huzingue et Huzange (1756), Hüssingen (1871-1918).
- En allemand : Husingen[1] et Huzingen[4]. En francique lorrain : Hiséngen[5] et Hiséng, avec l'accent tonique sur le « i » qui est bref[6].

## Histoire
Cette localité est attestée en 842 par une donation de l'empereur Lothaire 1er.
Avant d'avoir été appliquée au culte, l'église de Husange parait avoir été l'habitation d'un homme noble qui a fait souche, car il y a des traces d'une famille du nom de Husange. S'il ne s'agit pas de l'église, cela concerne en tout cas le village disparu.
En 1681, le village de Hussange appartenait à la seigneurie de Rodemack et, au xviiie siècle, il n'en restait qu'une église isolée sur le ban de Kœking.
Au xviiie siècle, Hussange était le siège d’une cure de l'archiprêtré de Thionville, qui avait pour annexes : Hettange-Grande, Haute et Basse Ham, Garche, Kœking, Sœtrich et Immeren. Cette cure dépendait de la collégiale de Saint-Sauveur.
En 1828, Guillaume-Ferdinand Teissier indique qu'il y a un presbytère à Husange en plus de l'église.
En 1844, François Verronnais fait la distinction entre : « HUSSANGE, annexe de Garsch [...] pop. 10 individus » et « HUZANGE, église au N.-E. et sur le territoire de Kœking, annexe de la mairie de Garsch ». Alors qu'en 1868, Ernest de Bouteiller regroupe les deux sous un même nom : « Hussange, église et maison, commune de Garsch ». Quant à Théodore de La Fontaine, il mentionne uniquement l'église en 1863 : « C'est une église placée sur un tertre isolé du territoire de Kœking, mairie de Garsch ».
Après avoir longtemps fait partie du territoire de Kœking (réuni à la commune de Garche de 1809 à 1921), le hameau de Husange a été rattaché à la commune de Cattenom à une date inconnue.
À la fin du XXe siècle, une étude archéologique préalable au projet de la zone artisanale husangeoise a mis au jour un site d'habitat dense, datable du haut Moyen Âge, situé sur une surface inférieure à un demi-hectare ; cela a permis de localiser l'emplacement d'une partie du village disparu de Husange.

## Démographie
Cette localité est peuplée de 10 habitants en 1844, puis 11 répartis dans 3 maisons en 1907.

## Lieux et monuments
- Les Jardins d'Husange, il s'agit d'un Jardin potager de type chantier d'insertion qui fonctionne comme une exploitation maraîchère, créé dans les années 1990[12]
- Église Saint-Rémi, construite en 1708 (date portée sur le linteau du portail) et restaurée en 1726 (date portée sur le 1er contrefort côté sud).
- Croix monumentale en calcaire du XVIIIe siècle[13]
- Le cimetière de Kœking est situé à Husange, il a été agrandi en 1987[14]